# Gauciel
Gauciel é uma comuna francesa na região administrativa da Normandia, no departamento de Eure. Estende-se por uma área de 7,7 km². Em 2010 a comuna tinha 838 habitantes (densidade: 108,8 hab./km²).